# Kriegsdenkmal (Renton)

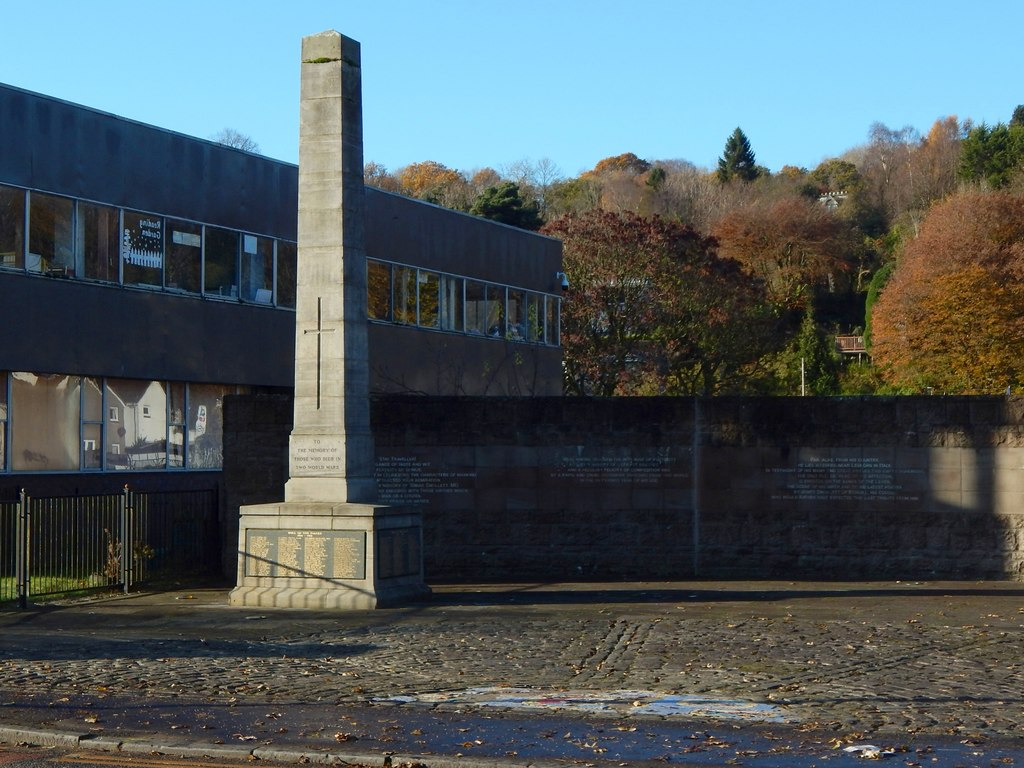
Das Kriegsdenkmal von Renton

Das Kriegsdenkmal von Renton ist ein Denkmal in der schottischen Stadt Renton in der Council Area West Dunbartonshire befindet sich auf dem Schulgelände neben dem Smollett Monument an der Main Street. 1996 wurde das Bauwerk in die schottischen Denkmallisten in der Kategorie B aufgenommen.

## Geschichte
Im Ersten Weltkrieg kämpften zahlreiche Soldaten aus Renton als Teil der britischen Truppen. Aus diesem Grund entschied man sich ein Kriegsdenkmal in der Stadt zu errichten. Zur Planung wurde ein Ausschuss unter Vorsitz des konservativen Unterhausabgeordneten Alexander Wylie gebildet. Man plante zur Errichtung Spenden in Höhe von 1000 £ einzunehmen; letztendlich konnten in den wirtschaftsschwachen Nachkriegsjahren jedoch nur 700 £ gesammelt werden. Die Londoner Steinmetze Body & Dempster wurden mit der Gestaltung des Denkmals betraut. Der Stein stammt aus einem Steinbruch in Fife. Das Denkmal wurde 1922 in Anwesenheit des Steinmetzes feierlich enthüllt. Als Standort wurde ein Feld südlich von Renton gewählt. Erst später wurde es an seinen heutigen Standort neben dem Smollett Monument versetzt. Die bronzene Gedenktafel im Sockel, welche die Namen aller Gefallenen aus Renton sowie ihre Einheit listete, wurde in den 1980er Jahren entwendet und durch eine Gravur im Stein ersetzt.

## Beschreibung
Das Denkmal steht an der Main Street links des Smollet Monuments vor der Schule von Renton. Es handelt sich um einen rund 8,5 m hohen Obelisken mit quadratischem Grundriss. In das Fundament sind die Namen der gefallenen Soldaten eingraviert.